# Alberto Cerreti
Alberto Cerreti (Sorano, 7 febbraio 1939 – Montevarchi, 7 settembre 2019) è stato un politico italiano.

## Biografia
Nato a Sorano nel 1939, si laureò in geologia e fu insegnante e preside dell'istituto "Manfredo Vanni" di Sorano. Fece l'ingresso in politica nel suo comune, dove fu eletto consigliere comunale per il Partito Socialista Italiano. Dal 1972 al 1980 fu sindaco di Sorano.
In seguito alle elezioni provinciali del 1985 fu eletto presidente della Provincia di Grosseto, nell'ambito di una giunta formata dai socialisti e dal Partito Comunista Italiano. Terminato il mandato, si candidò alle elezioni regionali toscane del 1990, senza risultare eletto.
Rientrato a Sorano, ricoprì di nuovo la carica di consigliere comunale dal 1990 al 1995. Dal 2004 al 2009 fu assessore all'istruzione e vice-sindaco del medesimo comune.
Nel corso dell'estate 2019 fu ricoverato al policlinico Le Scotte di Siena in seguito a una grave malattia che lo aveva colpito, e poi trasportato all'ospedale della Gruccia di Montevarchi, dove morì il 7 settembre 2019 all'età di ottant'anni.